# Кривуля (притока Іршави)
Криву́ля — річка, що протікає через Мукачівський та Іршавський райони Закарпатської області України. Ліва притока Іршавка. Живиться переважно гірськими та лісовими потічками. Довжина — 17 км. Площа басейну — 30 км².